# Kedhalia flaviflora
Kedhalia flaviflora är en enhjärtbladig växtart som beskrevs av Chong Keat Lim. Kedhalia flaviflora ingår i släktet Kedhalia och familjen Zingiberaceae. Inga underarter finns listade i Catalogue of Life.